# برواليا
البرواليا (الاسم العلمي:Browallia)  هي جنس من النباتات يتبع فصيلة الباذنجانية من الرتبة الباذنجانيات.

## أنواع
- برواليا أمريكية (الاسم العلمي:Browallia americana)
- برواليا أنبوبية طويلة (الاسم العلمي:Browallia longitubulata)
- برواليا جميلة (الاسم العلمي:Browallia speciosa)
- برواليا جيمسونية (الاسم العلمي:Browallia jamesonii)
- برواليا حادة الفلقات (الاسم العلمي:Browallia acutiloba)
- برواليا ديلونيانية (الاسم العلمي:Browallia dilloniana)
- برواليا رائعة (الاسم العلمي:Browallia mirabilis)
- برواليا روزلية (الاسم العلمي:Browallia roezlii)
- برواليا متملصة (الاسم العلمي:Browallia eludens)
- برواليا مثمرة (الاسم العلمي:Browallia fruticosa)
- برواليا مختصرة (الاسم العلمي:Browallia abbreviata)

## معرض صور

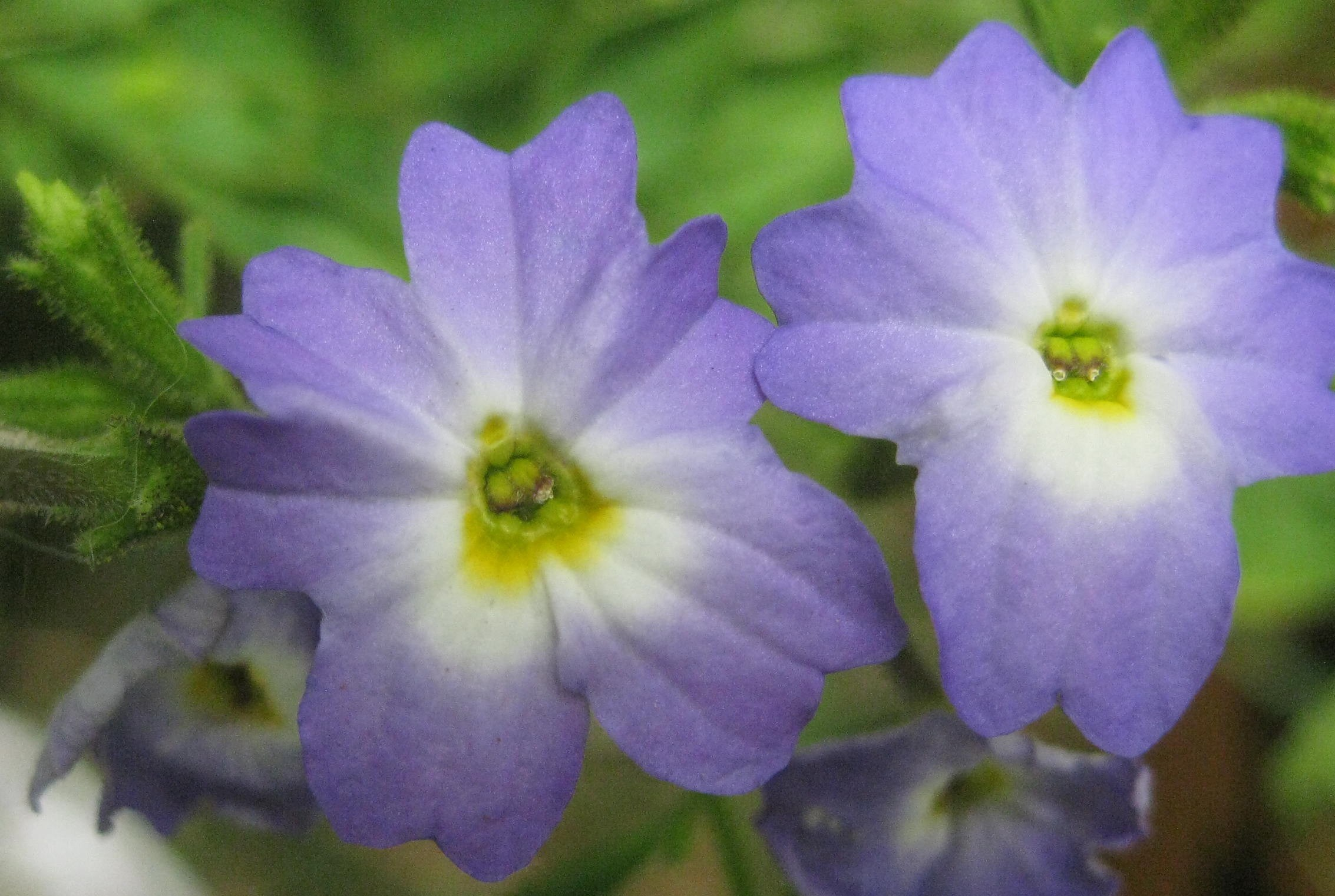
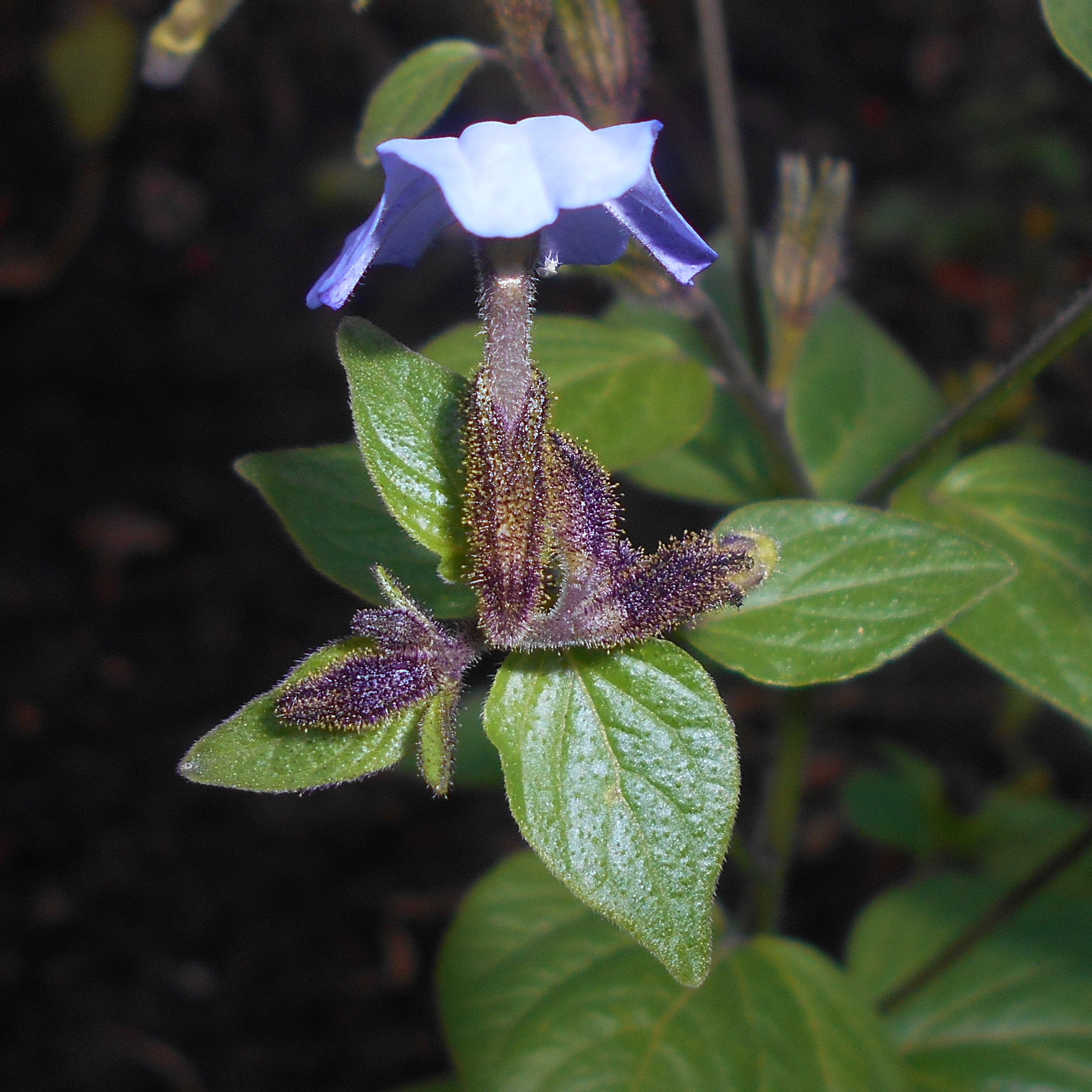
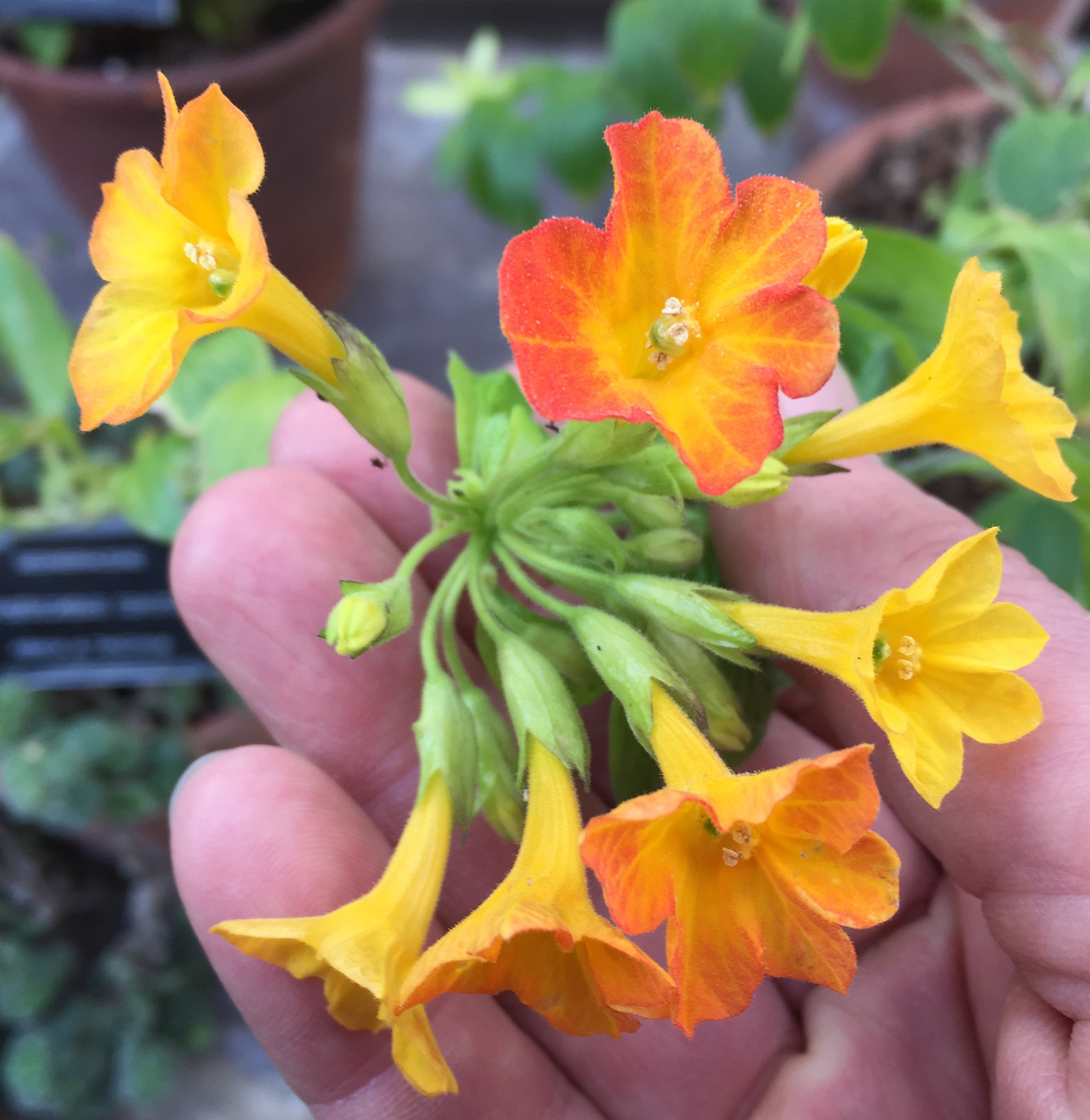
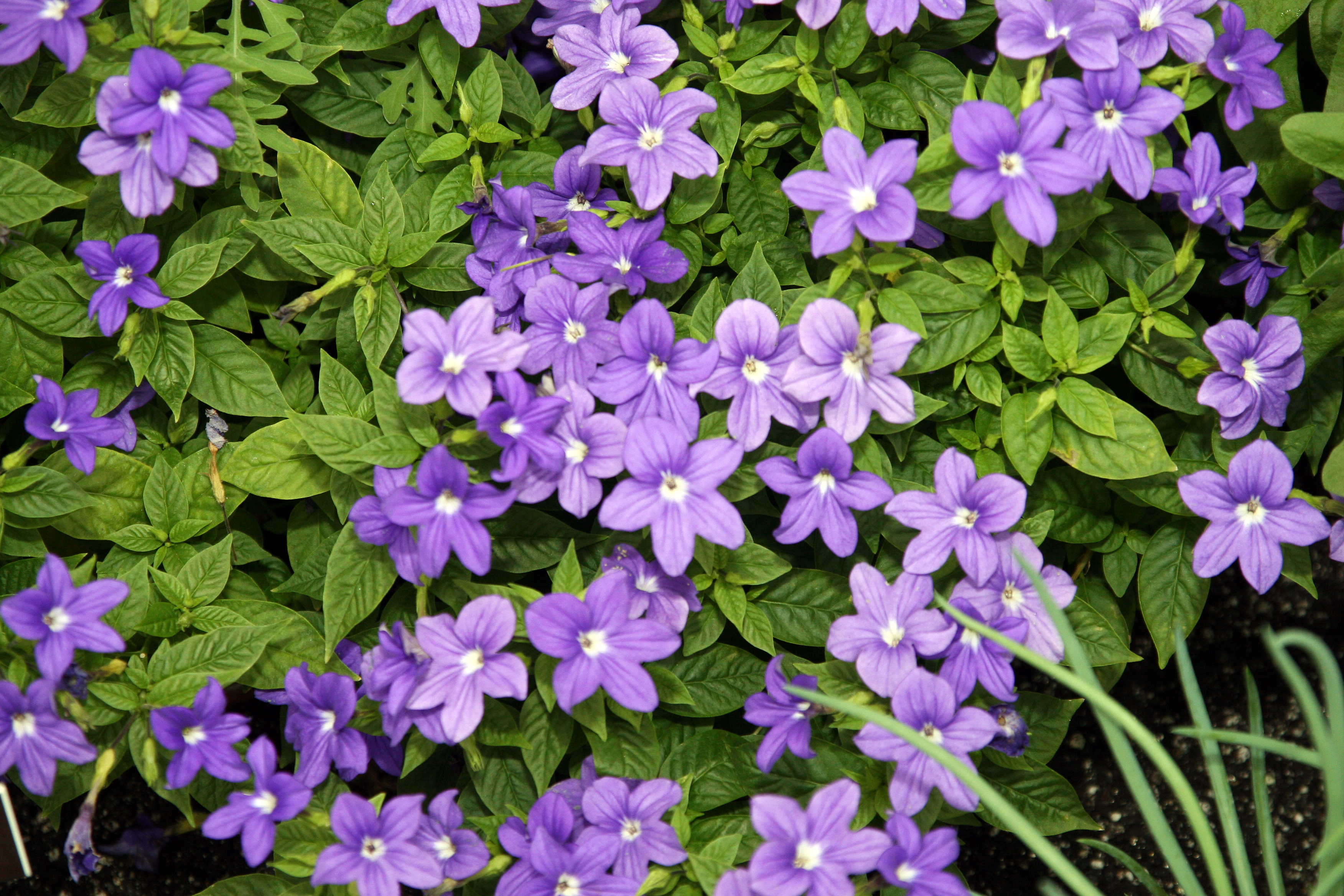
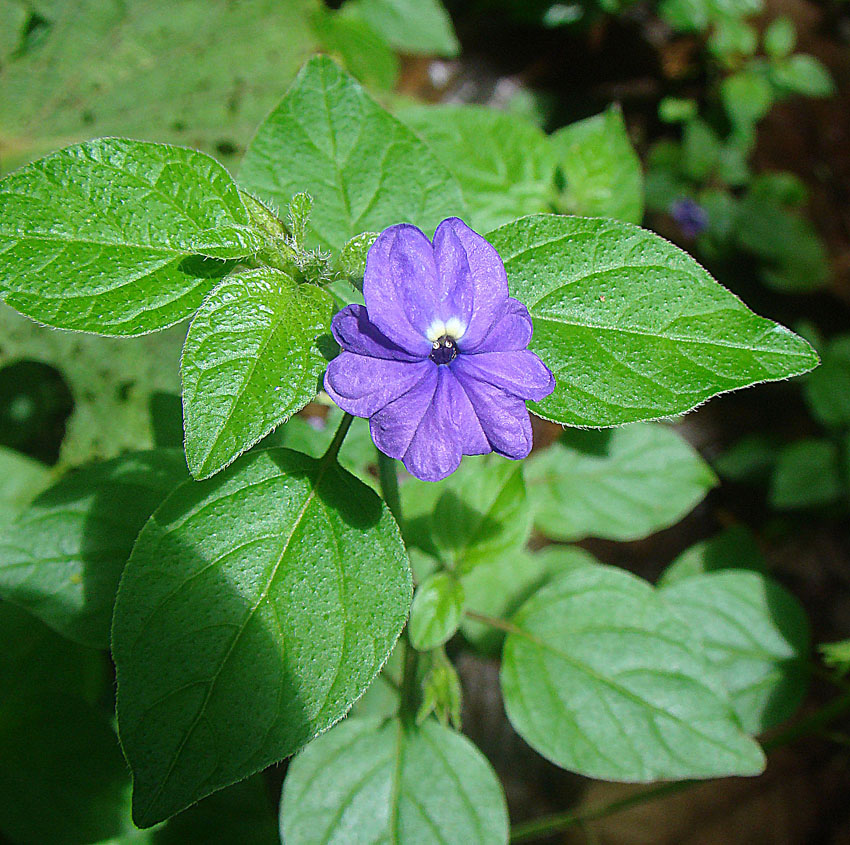
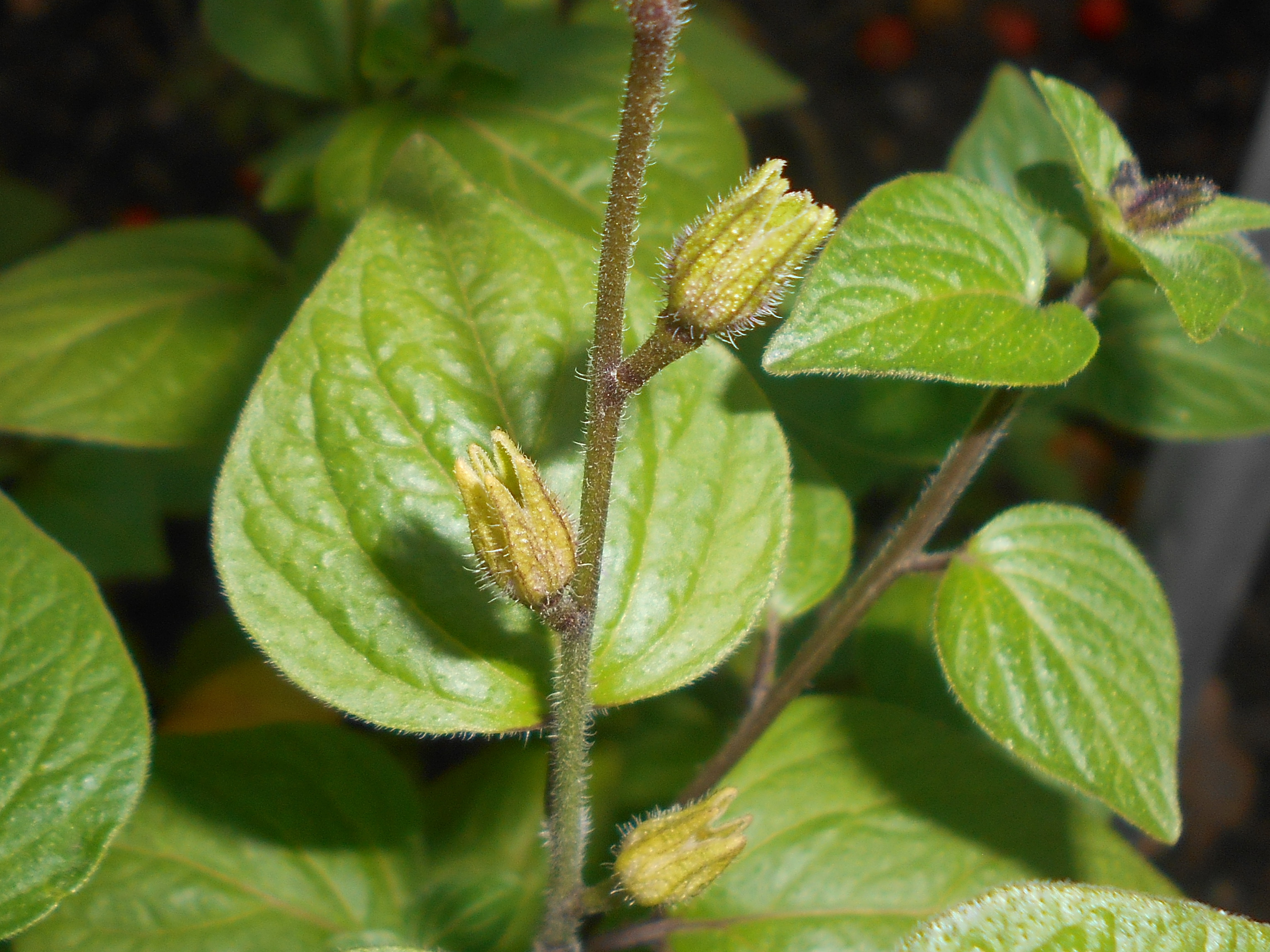